# -logy
اللاحقة (بالإنجليزية: -logy)‏ وتُترجم إلى لوجيا لفظ دخيل يركب تركيب مزج بلفظٍ آخرى يسبقه، نعتٍ أو منسوب أو مضاف إليه. ومعناه «علم أو دراسة».

## أصل
اللفظ منقول إلى العربية من الإغريقية بلفظ لُوجيا (λογία) ويعني العلم.

## وصلات خارجية
(بالإنجليزية)
- ذوات لُوجيا (اللُوجيات)